# Clubsessel B 3

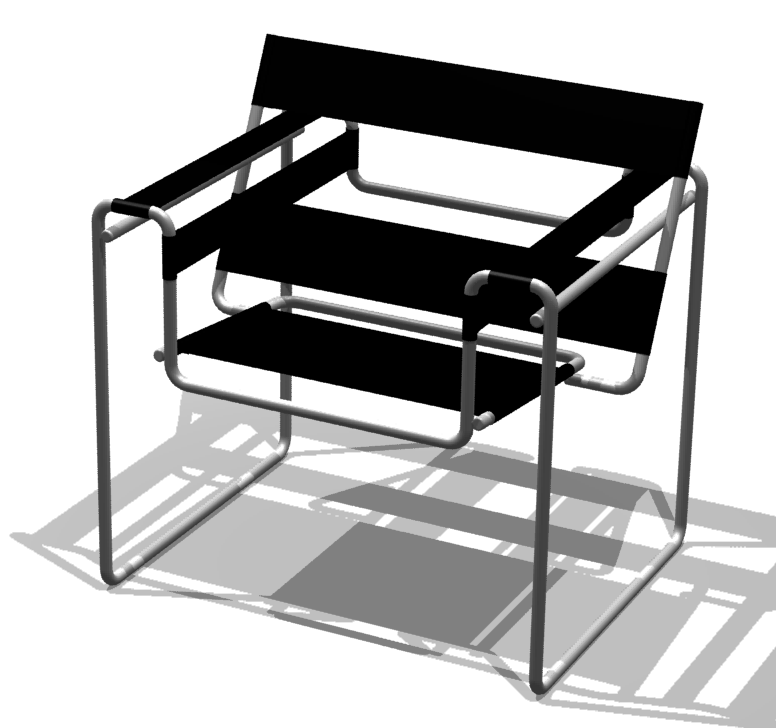
Clubsessel B 3, bekannt als „Wassily-Chair“

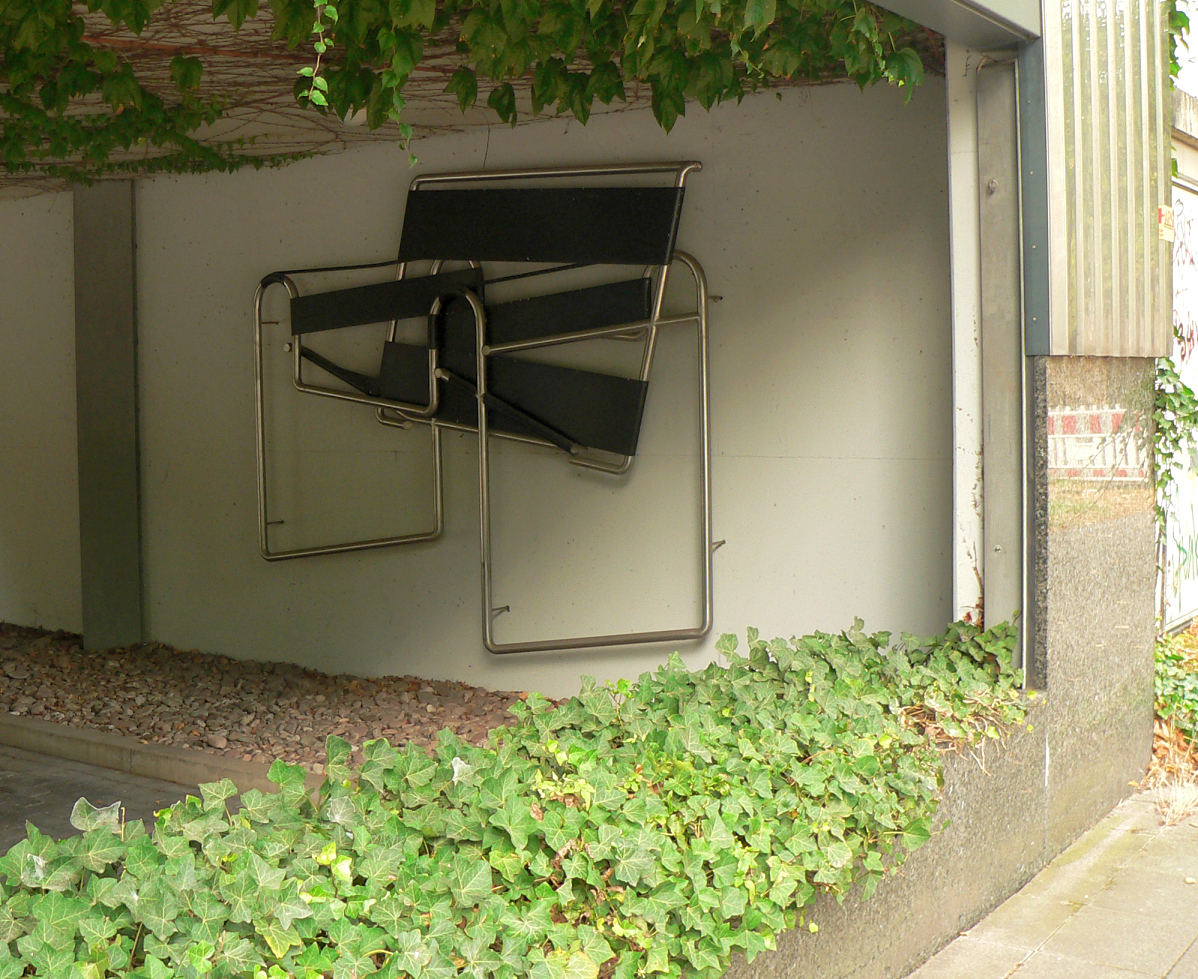
Dekorationsobjekt an einer Wand

Der Clubsessel B3, auch bekannt als Wassily Chair, ist ein 1925 von Marcel Breuer am Bauhaus entworfener Stahlrohrstuhl. Der noch heute hergestellte Stuhl gilt als Designklassiker.

## Beschreibung
Den Stuhl entwarf Marcel Breuer als Jungmeister und Leiter der Möbelwerkstatt am Bauhaus in Dessau, inspiriert von der Verwendung von Stahlrohr im Fahrradbau. Das Sitzmöbel besteht aus einem quadratischen Gerüst aus kaltgezogenen nahtlosen Stahlrohren, die ursprünglich vernickelt waren und bei den heutigen Re-Editionen verchromt sind. An ihren Verbindungspunkten sind die Stahlrohre verschweißt. Bespannt ist das Stahlrohrgestell mit unterschiedlich breiten Streifen, die dem Sitzmöbel mit der Sitzfläche sowie den Rücken- und Armlehnen die typische Form geben und dafür sorgen, dass der Sitzende keinen Kontakt zum Stahlrohr hat. Die Streifen bestehen aus Stoff, Leinwand oder Leder und aus strapazierfähigem und formstabilem Eisengarn, das von der Bauhäuslerin Margaretha Reichardt in der Werkstatt für Weberei entwickelt wurde. 
Der Clubsessel B 3 war zur damaligen Zeit revolutionär in der Verwendung der Materialien, wie gebogenes Stahlrohr und Eisengarn, sowie in der Herstellungsmethode. Die gebogenen Stahlrohre wurden in einer damals neuen Verarbeitungstechnik von den Junkers-Flugzeugwerken in Dessau angefertigt. Der Stuhl entstand als Vorzeigeobjekt des Neuen Wohnens und gehörte zum Mobiliar des 1926 eröffneten Gebäudes des Bauhauses Dessau.

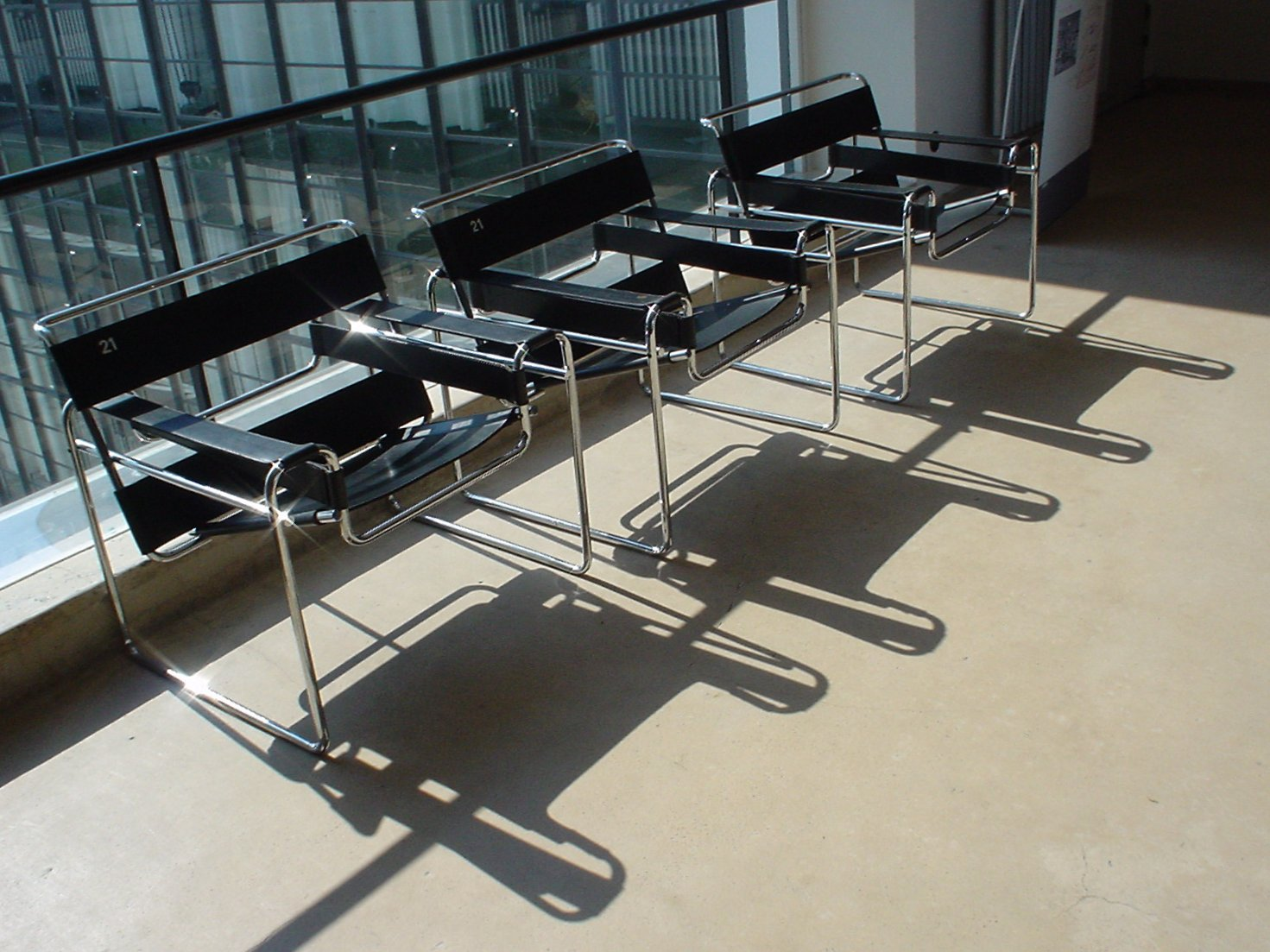
Der Clubsessel B 3 als Mobiliar im Bauhaus Dessau

Eine industrielle Fertigung des Stuhls nahm ab den späten 1920er Jahren der deutsch-österreichische Möbelhersteller Thonet vor. In den 1960er Jahren wurde der Italiener Dino Gavina auf die Möbelentwürfe von Breuer aufmerksam und erwarb die Lizenz für den Clubsessel B 3. Er produzierte ihn mit mäßigem Erfolg ab 1964 in Bologna und gab dem Stuhl aus Gründen des Marketings den Namen Wassily Chair, der erst seit dieser Zeit gebräuchlich ist. Gavina war bekannt, dass der Stuhl dem Bauhaus-Meister Wassily Kandinsky gefiel und er ein Exemplar für sein Dessauer Meisterhaus hatte anfertigen lassen. Nach dem Aufkauf von Gavina durch den US-amerikanischen Büromöbel-Hersteller Knoll International 1968 wird der Stuhl heute von Knoll hergestellt.